# DS Automobiles
DS Automobiles – francuski producent samochodów osobowych i SUV-ów z siedzibą w Paryżu działający od 2014 roku. Wchodzi w skład międzynarodowego koncernu Stellantis.

## Historia

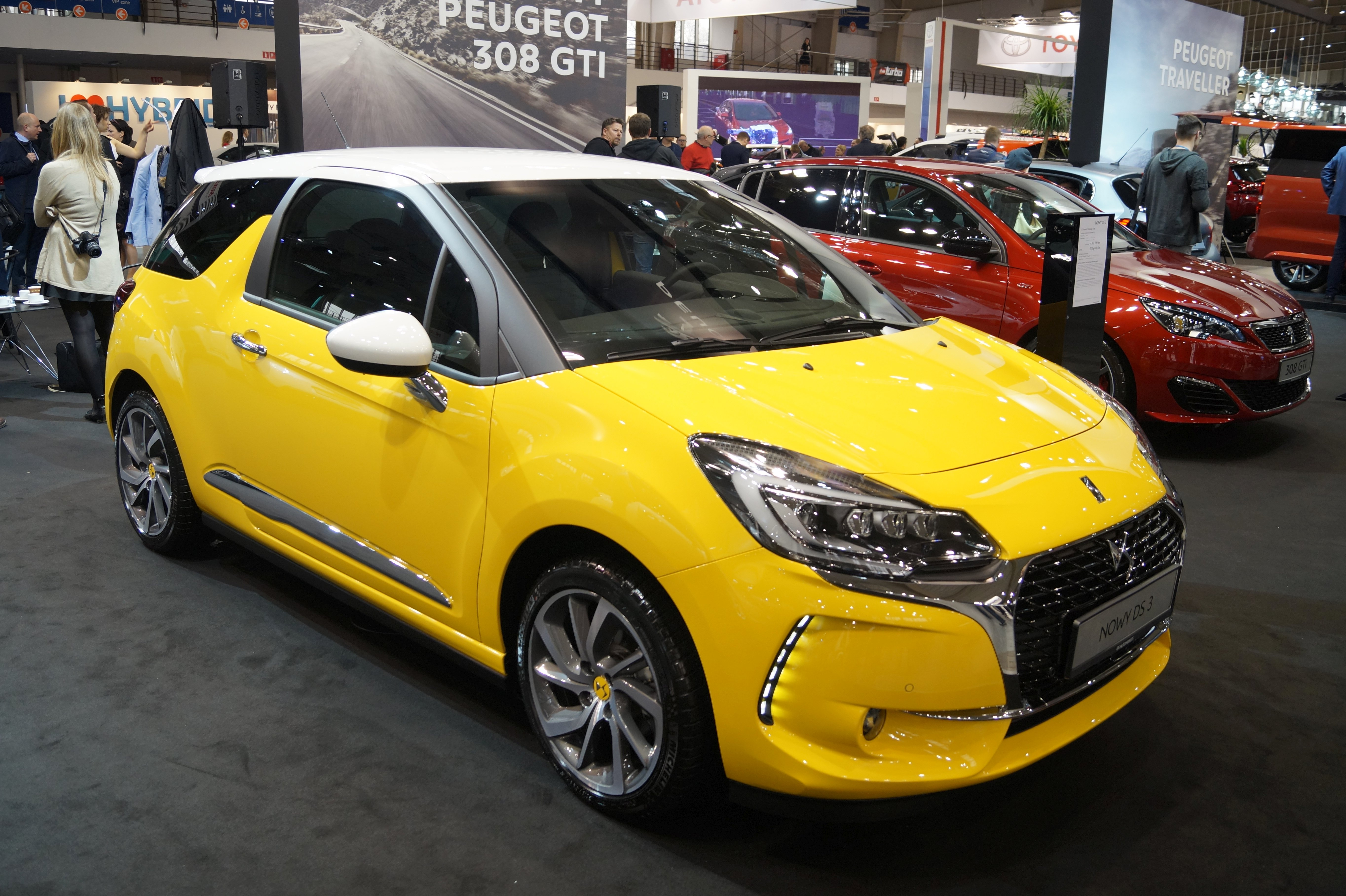
DS 3

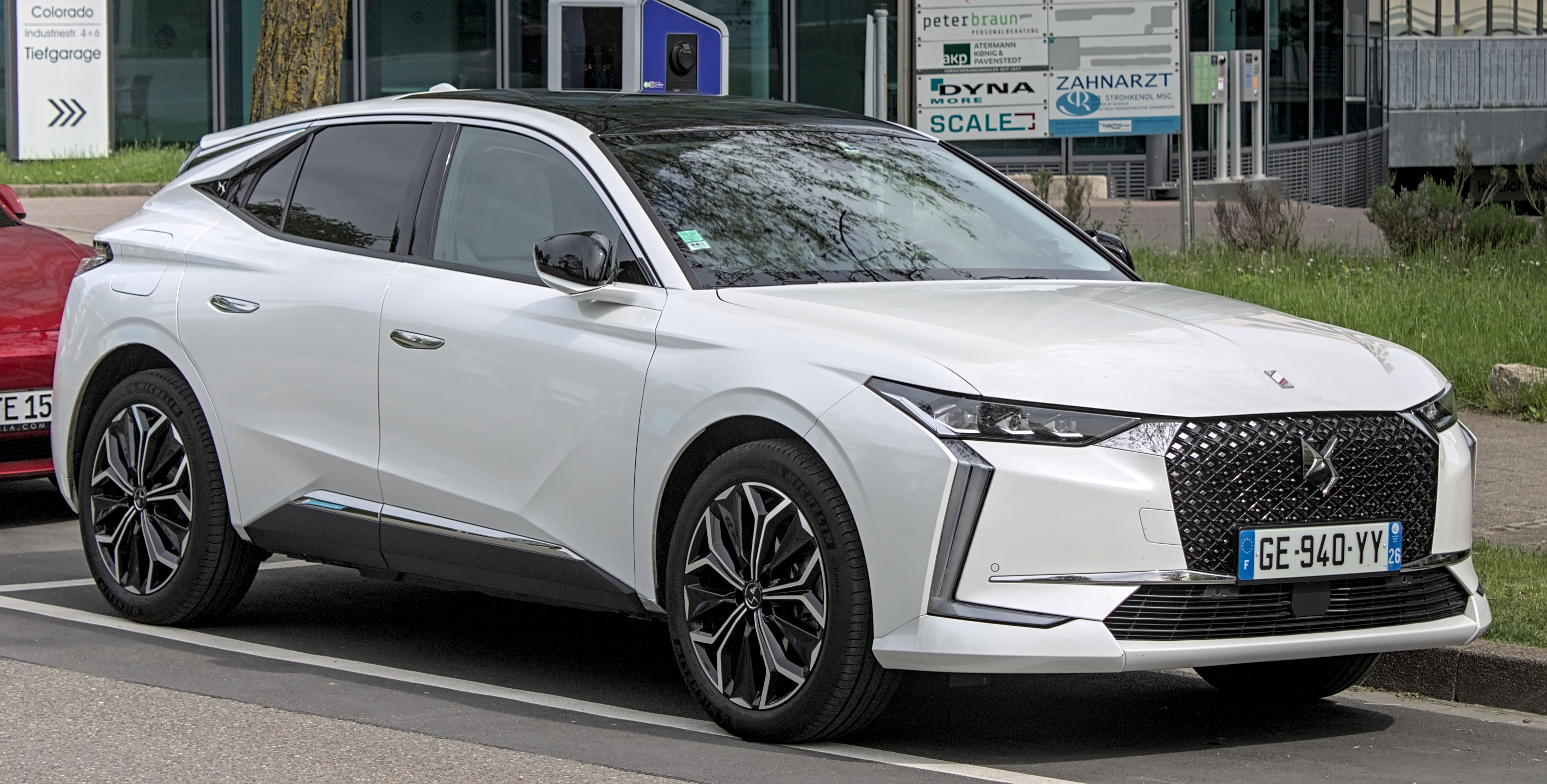
DS 4

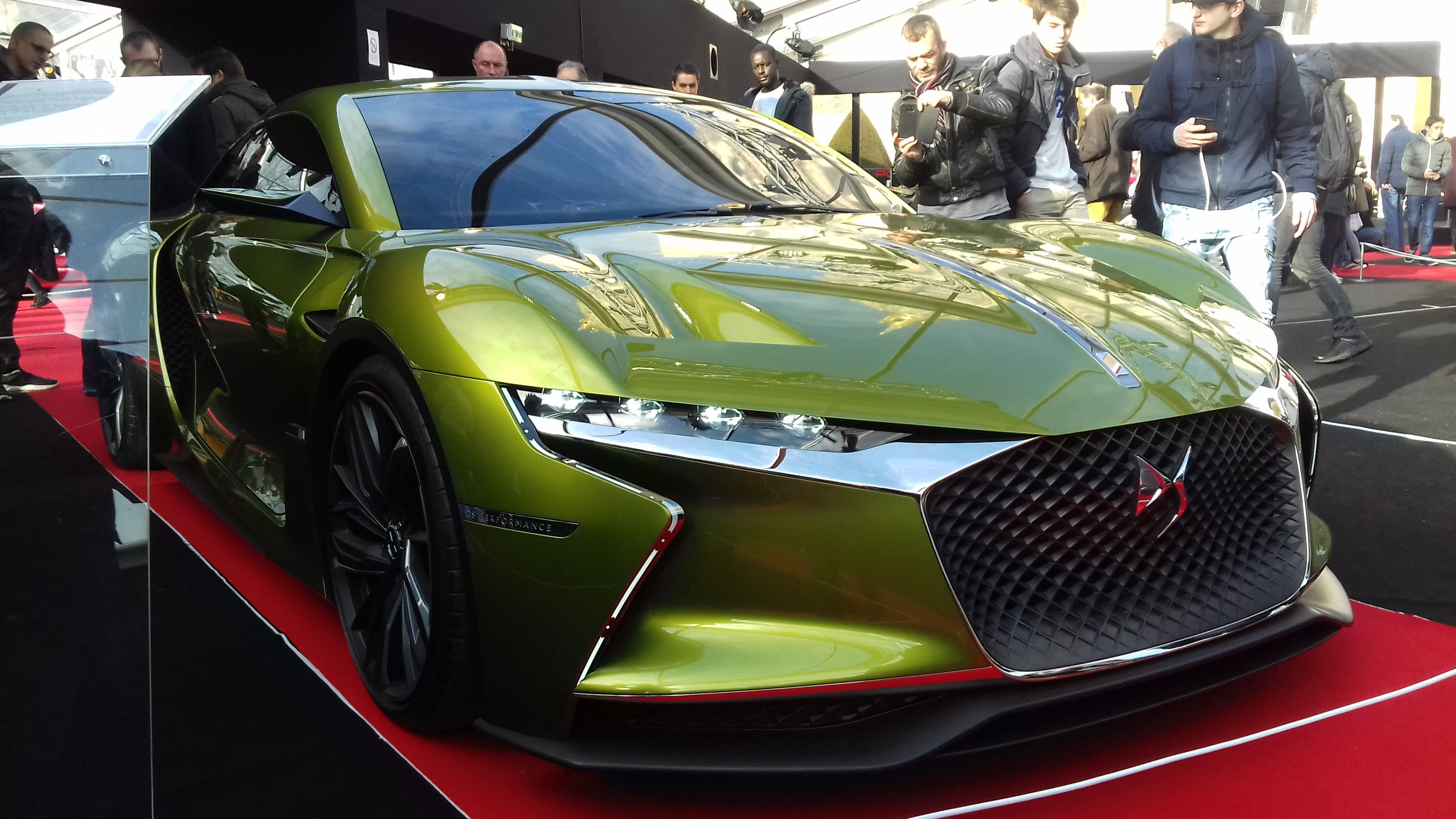
Samochód koncepcyjny DS E-Tense

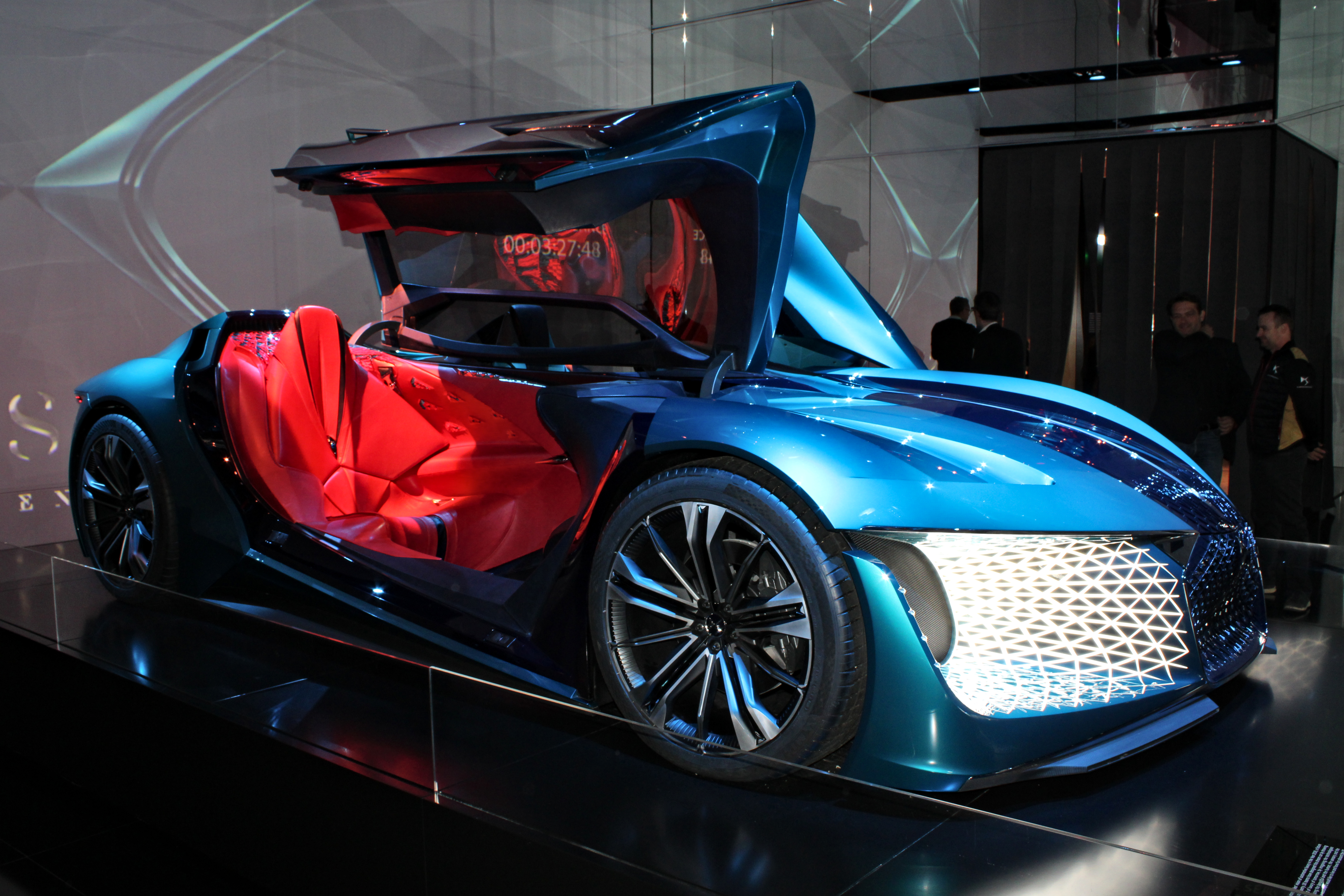
Samochód koncepcyjny DS X E-Tense

### Linia modelowa
Historia marki DS Automobiles wiąże się ze sztandarowym modelem marki Citroën produkowanym w latach 1955–1975 – DS dla którego hołdem było powołanie w 2009 roku prestiżowej linii modelowej DS, która analogicznie do członu „C” w numerycznej kolejności składała się z różnej wielkości modeli. Pierwszym modelem z serii był zaprezentowany w 2009 roku model trzydrzwiowego, miejskiego hatchbacka – DS3. Rok później zaprezentowano kompaktowy model DS4.

### Powstanie DS Automobiles
Pod koniec 2014 roku Citroën oficjalnie poinformował o utworzeniu nowej, niezależnej i odrębnej marki DS, która w koncernie PSA miała pełnić rolę prestiżowej marki niczym Lexus dla Toyoty czy Acura dla Hondy. Pierwszym rynkiem, na którym oferowane były modele pod zupełnie nową marką były Chiny, gdzie wprowadzone zostały dwa specjalnie skonstruowane modele: 5LS oraz 6WR. Od tego czasu marka DS notuje regularne spadki sprzedaży. Od 2013 do 2017 sprzedaż spadła z ponad 110 tys. do 45 tys. sztuk.
Rok później producent rozpoczął proces wydzielania samochodów z serii DS z pozostałych rynków motoryzacyjnych poprzez modernizację ówczesnych trzech modeli DS3, DS4 i DS5 i skrócenie ich nazw do określenia marki i cyfry. Jako pierwszy temu procesowi poddany został model DS4, który w tym samym roku przeszedł modernizację.
W marcu 2017 roku zaprezentowano pierwszy model opracowany od podstaw przez markę DS Automobiles z myślą także o rynku europejskim – SUV-a klasy średniej DS 7 Crossback.

## Modele samochodów

### Obecnie produkowane

#### Samochody osobowe
- 4

#### SUV-y i crossovery
- 3
- 7
- N°8

### Historyczne
- 4 (2015–2018)
- 4 Crossback (2015–2018)
- 5 (2015–2018)
- 3 (2015–2019)
- 4S (2014–2019)
- 5LS (2014–2019)
- 6WR (2014–2020)
- 7 Crossback (2017–2022)
- 3 Crossback (2018–2022)
- 9 (2020-2024)

### Samochody koncepcyjne
- DS Wild Rubis (2013)
- DS Divine (2014)
- DS E-Tense (2016)
- DS X E-Tense (2018)

## Sprzedaż
| Rok  | Światowa sprzedaż (egzemplarze) |
| ---- | ------------------------------- |
| 2012 | 129 000                         |
| 2013 | 122 694                         |
| 2014 | 118 472                         |
| 2015 | 102 335                         |
| 2016 | 85 981                          |

## Sport
Firma DS Automobiles połączyła siły w motosporcie z Virgin Racing Richarda Bransona w drugim sezonie Formuły E pod nazwą DS Virgin Racing.